# 기후변화가 식물계 생물다양성에게 미치는 영향
다른 많은 생명체의 생물 다양성 손실이 계속되는 것처럼 식물의 생물 다양성도 지속적으로 감소하고 있다. 이러한 감소의 원인 중 하나는 기후 변화이다. 환경 조건은 다른 요인과 결합하여 식물의 기능과 지리적 분포를 정의하는 데 핵심적인 역할을 하여 생물 다양성의 패턴을 수정한다.
화재 시즌이 길어지면 화상 상태가 더욱 심각해지고 화상 간격이 짧아져 자생 식생의 생물 다양성이 위협받을 수 있다. 게다가 기상 조건 변화에 따른 종 서식지 변화 또는 이주로 인해 외래 식물과 해충이 자생 식물 다양성에 영향을 미쳐 자생 식물의 구조적 기능이 저하되고 외부 손상에 더 취약해져서 생물 다양성 손실을 초래할 수 있다.
기후 변화가 식물 생물 다양성에 미칠 영향을 예측하는 것은 다양한 모델을 사용하여 달성할 수 있다. 생물기후 모델이 가장 일반적으로 사용된다.
1. 종의 분포 이동: 기후가 변화함에 따라 온도, 강수 및 기타 기후 조건이 변화하면서 동식물이 적절한 환경을 찾기 위해 이동할 수 있다. 이로 인해 종의 분포가 이동하면서 새로운 지역에서는 새로운 생태계와의 상호작용이 발생할 수 있다.
2. 종의 생애 주기 변화: 기후 변화는 동식물의 생식 및 생애 주기에 영향을 미친다. 일부 종들은 더 따뜻한 기후로 인해 번식 및 생애 주기를 조절하거나 조절하지 못할 경우 생존에 어려움을 겪을 수 있다.
3. 극단적인 기상 조건의 증가: 기후변화로 인한 극단적인 기상 조건의 증가는 생태계의 안정성을 위협할 수 있다. 폭염, 강우량 증가, 혹은 가뭄과 같은 극단적인 조건은 일부 종이 더 어려움을 겪게 하거나 특정 생태계를 변화시킬 수 있다.
4. 해양 생태계에 대한 영향: 기후변화는 해수면 온도 상승, 해양 산성화 등을 통해 해양 생태계에도 큰 영향을 미친다. 이는 고기포류와 같은 어류의 이동 패턴, 산호 양식, 해양 식물의 성장에 영향을 미칠 수 있다.
5. 식물의 개화 시기의 변화: 기후변화로 인해 온도 및 강수 패턴이 변화하면 식물의 개화 시기가 조절될 수 있다. 이는 꽃가루와 벌과 같은 생태학적 상호작용에 영향을 줄 수 있으며, 이는 생태계의 균형을 변경할 수 있다.